# گس
گس/کِرف طعمی است که باعث جمع شدن دهان، بی‌حسی زبان و انقباض گلو می‌شود. این طعم توسط موادی مانند جوهر مازو ایجاد می‌شود. طعم گس در موز و خرمالوی نارس غالب است که مانع از خوردن آنها می‌شود. همچنین در انار، زغال‌اخته و به وجود دارد. خوردنی‌های گس خشک، خنک و سنگین هستند.
سنجاب‌ها، گرازهای وحشی و حشرات می‌توانند غذای گس را بخورند؛ چرا که زبان آن‌ها از پس این کار برمی‌آید. در آیورودا، گس ششمین طعم (پس از شیرین، ترش، شور، تند، تلخ) است که توسط «هوا و زمین» نشان داده می‌شود.
سیگار کشیدن همچنین ممکن است باعث احساس طعم گس شود.